# Avitaminose
Von Avitaminose spricht man bei völligem Fehlen eines Vitamins im menschlichen Körper. Dies kann z. B. zu Skorbut bzw. Möller-Barlowscher Krankheit (C-Avitaminose) oder Rachitis und Osteomalazie (D-Avitaminosen) führen. Die Vitaminreserven im Körper sind recht unterschiedlich, z. B.: reicht die B12-Reserve für 3–5 Jahre, die B1-Reserve dagegen nur 1–2 Wochen. Das gleichzeitige Fehlen mehrerer Vitamine nennt man Polyavitaminose.
Ursächlich sind dabei
1. eine mangelnde oder fehlerhafte Ernährung bzw. Diät, etwa ungenügende Versorgung[1] mit Proteinen
2. eine Zerstörung der Darmflora (nach Antibiotika-Einnahme; siehe auch Antibiotika-assoziierte Diarrhoe)
3. eine Störung der Vitaminresorption nach einer Darmresektion oder bei einer Atrophie der Magenschleimhaut (durch unzureichende Produktion des intrinsischen Faktors)